# Phobocampe geometrae
Phobocampe geometrae är en stekelart som först beskrevs av William Harris Ashmead 1898.  Phobocampe geometrae ingår i släktet Phobocampe och familjen brokparasitsteklar. Inga underarter finns listade i Catalogue of Life.